# Naturhafen

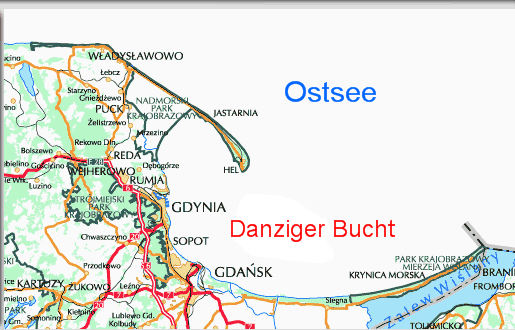
Ein anschauliches Beispiel für einen Naturhafen ist die Danziger Bucht

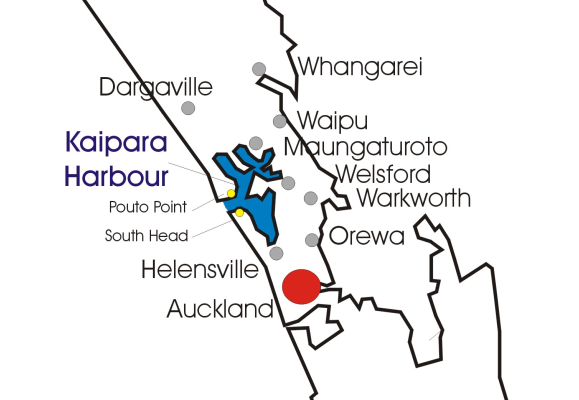
Auch der Kaipara Harbour bildet durch seine weitverzweigten Arme einen guten Naturhafen.

Ein Naturhafen ist eine meist in einer Bucht oder Mündung eines Gewässers gelegene, aufgrund der bestehenden natürlichen geologischen und hydrologischen Bedingungen nutzbare Reede oder Hafenanlage für Schiffe an einem größeren Fluss oder Meer.
Von einem Naturhafen spricht man insbesondere dann, wenn an einer geeigneten Stelle auch der Bedarf für eine Hafenfunktion vorhanden ist. Durch ihre Ausprägungen mit einer eingeschlossenen Wasserfläche bieten sich Buchten aufgrund des Schutzes für die Anker- und Liegeplätze der Schiffe vor starkem Wellengang an, jedoch müssen auch die Strömungsverhältnisse des Wassers und besonders die Wassertiefe bei Niedrigwasser die Anforderungen an eine Nutzung durch die Schifffahrt erfüllen.
Besonders durch das Vorhandensein eines natürlichen Hafenbeckens wird der Begriff weltweit für Hafenanlagen beansprucht. Viele Ortsbezeichnungen mit dem Beinamen Naturhafen beziehen sich jedoch auf die ursprünglich durch den Schutz vor Wetter- und Wasserbedingungen günstige Lage. Mitunter werden auch Förden und Buchten als „natürliche Tiefwasserhäfen“ bezeichnet, so etwa die Kieler Förde oder auch die Eckernförder Bucht, welche allerdings meist kleiner und beengter als viele der beispielhaft genannten größeren Naturhäfen sind. Der Beiname Naturhafen trifft keine Aussage über notwendige bauliche Maßnahmen, technische Anlagen und Veränderung an der vorhandenen Natur zur tatsächlichen Nutzbarkeit als Hafen.

## Historische Bedeutung

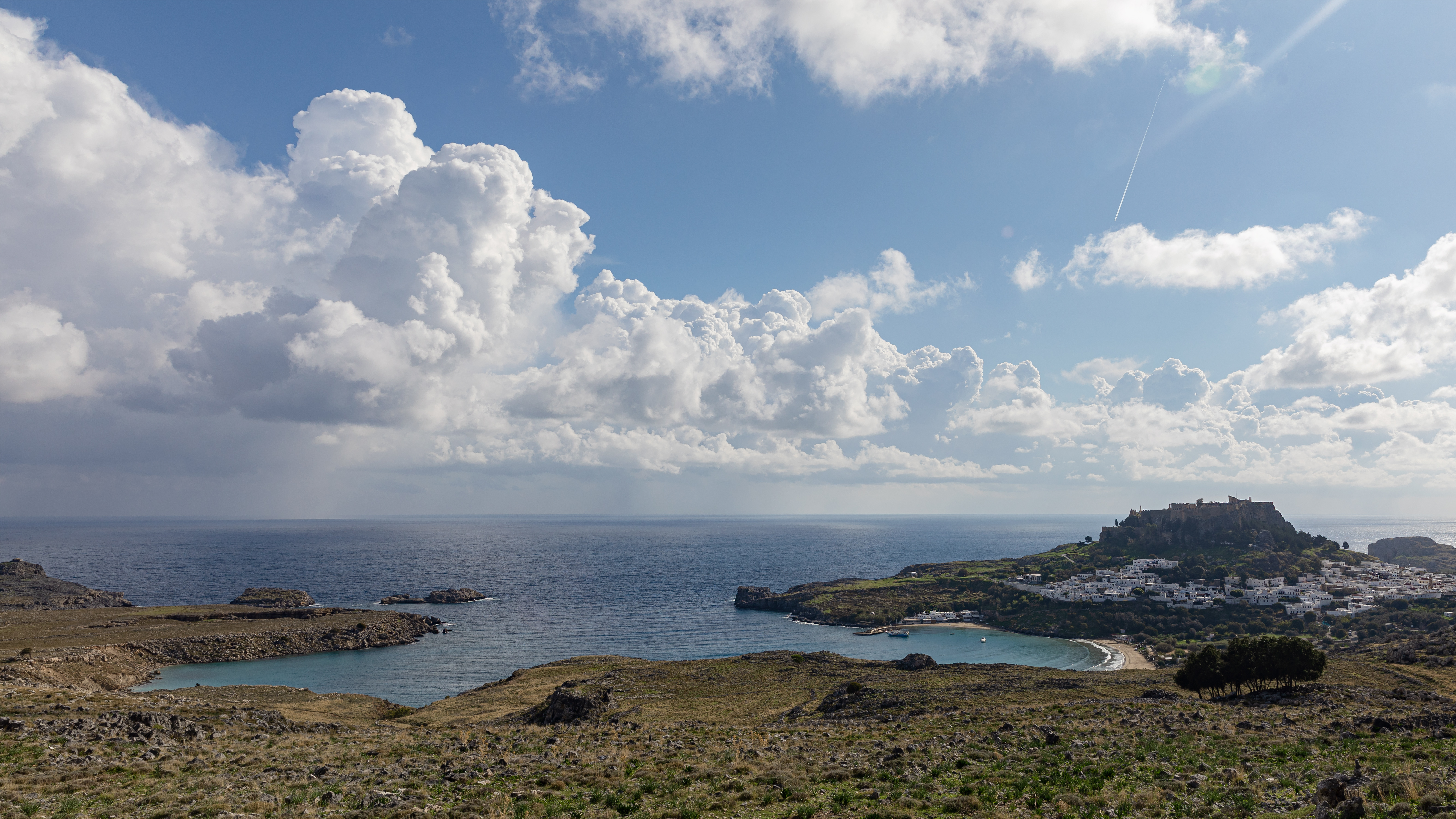
Der bereits in der Antike genutzte Naturhafen von Lindos

Vor der Errichtung gebauter Hafenanlagen dienten vor allem sogenannte „Schiffsländen“, an denen die Schiffe einfach auf den Uferrand aufliefen, als Landungsplätze des Schiffsverkehrs, wie etwa im Falle Haitabus. Die dafür geeigneten Stellen wurden im Zuge der Nutzung häufig später ausgebaut und entwickelten sich zu Siedlungs- und Handelszentren. Homer beschreibt in der Odyssee geeignete natürliche Hafenanlagen und Thucydides betonte deren Bedeutung bei der Gründung von Piräus durch Themistokles.
Auch nach der Antike spielte das Vorhandensein von Naturhäfen bis zum Zeitalter der Industrialisierung oft eine entscheidende Rolle für die Gründung von Siedlungen. Dem 1523 von der Insel Rhodos vertriebenen Johanniterorden wurde beispielsweise 1530 von Karl V. die Insel Malta (einschließlich Gozo und Comino) als Lehen übergeben. Grund der Auswahl dieser Inselgruppe war, neben der strategischen Lage, das Vorhandensein zweier großer Naturhäfen an der Ostküste der Insel Malta. Unmittelbar am Grand Harbour entstanden daraufhin innerhalb weniger Jahre die Städte Senglea und Valletta. In der Hansezeit gerieten illegal genutzte sogenannte Klipphäfen in Verruf. 
Auch während der britischen Kolonialzeit waren Naturhäfen häufig entscheidende Kriterien für die Errichtung von Siedlungen und Stützpunkten. Aus militärischer Sicht boten Naturhäfen bis in das 20. Jahrhundert die einzige Möglichkeit zur zeitweiligen oder dauerhaften Stationierung größerer Flottenverbände, die mehrere hundert Schiffe umfassen konnten. Beispiele sind die Nutzung der Bucht von Marsaxlokk und des Marsamxett Harbour durch die osmanische Flotte während der Belagerung von Malta, die Stationierung der britischen Home Fleet in Scapa Flow im Ersten und Zweiten Weltkrieg und der amerikanischen Pazifikflotte in Pearl Harbor ab 1898.

## Beispiele bedeutender Naturhäfen
- Awatscha-Bucht: großer Naturhafen bei Petropawlowsk-Kamtschatski
- Danziger Bucht: großer Naturhafen in der Ostsee
- Cork Harbour: Naturhafen in Irland
- Port Jackson bei Sydney: großer australischer Naturhafen
- Kaipara Harbour: großer neuseeländischer Naturhafen
- Lissabon Tejo: großer Naturhafen am Atlantik
- Hafen Maó: großer Naturhafen im Mittelmeer (Menorca)
- New Yorker Hafen mit dem Zentrum in der Upper New York Bay des Hudson Rivers (Atlantik/Nordamerika)
- Hafen von Poole: großer englischer Naturhafen am Ärmelkanal
- Bucht von San Francisco: großer Naturhafen am Pazifik
- Hafen Freetown in Sierra Leone
- Manilabucht auf den Philippinen: mit knapp 2000 km² einer der größten der Welt
- Falmouth (Cornwall)